# Barás
Os Barás (ou Waípinõmakã) são um grupo indígena que habita o noroeste do estado brasileiro do Amazonas e também em regiões da Colômbia, mais precisamente nas áreas indígenas do Rio Uaupés.
Foram identificados cerca de 326 integrantes desse etnia, sendo 30 no estado brasileiro do Amazonas, principalmente nas cabeceiras do Rio Tiquié e 296 em território Colombiano. Fazem parte da família linguística Tukano.

## Ligações Externas
- «Instituto Socioambiental. Povos Indígenas no Brasil - Verbete Bará»
- «Indígenas do Brasil - Verbete Bará Waípinõmakã»
- Acervo Etnográfico Museu do Índio - Barás